# Матке
Матке (словен. Matke) су насељено место у општини Преболд, Савињска регија, Словенија.

## Историја
До територијалне реорганизације у Словенији било је у саставу старе општине Жалец.

## Становништво
У попису становништва из 2011. године, Матке је имало 356 становника.
| Број становника према пописима | Број становника према пописима | Број становника према пописима |
| ------------------------------ | ------------------------------ | ------------------------------ |
| 1991                           | 2002                           | 2011                           |
| 353                            | 347                            | 356                            |

Напомена: До 1955. исказивано под именом Света Магдалена при Преболду.